# Grand Prix moto des Amériques
Navigation
Le Grand Prix moto des Amériques de vitesse est une épreuve du championnat du monde de vitesse moto créée en 2013.
Il se déroule sur le circuit des Amériques. La première édition a eu lieu le week-end du 19 au 21 avril 2013. Il est la troisième épreuve de MotoGP disputée aux États-Unis, aux côtés du Grand Prix d’Indianapolis à l’Indianapolis Motor Speedway, et du Grand Prix des États-Unis au Mazda Raceway Laguna Seca.

## Appellation officielle et sponsor
- 2013–2019, 2021–présent: Red Bull Grand Prix of the Americas[2]

## Palmarès

### Par saisons
| Année | Circuit               | Moto3              | Moto3        | Moto2             | Moto2        | MotoGP            | MotoGP       | Rapport |
| Année | Circuit               | Pilote             | Constructeur | Pilote            | Constructeur | Pilote            | Constructeur | Rapport |
| ----- | --------------------- | ------------------ | ------------ | ----------------- | ------------ | ----------------- | ------------ | ------- |
| 2025  | Circuit des Amériques | José Antonio Rueda | KTM          | Jake Dixon        | Boscoscuro   | Francesco Bagnaia | Ducati       | Rapport |
| 2024  | Circuit des Amériques | David Alonso       | CFMoto       | Sergio García     | Boscoscuro   | Maverick Viñales  | Aprilia      | Rapport |
| 2023  | Circuit des Amériques | Ivan Ortola        | KTM          | Pedro Acosta      | Kalex        | Alex Rins         | Honda        | Rapport |
| 2022  | Circuit des Amériques | Jaume Masiá        | KTM          | Tony Arbolino     | Kalex        | Enea Bastianini   | Ducati       | Rapport |
| 2021  | Circuit des Amériques | Izan Guevara       | Gas Gas      | Raúl Fernández    | Kalex        | Marc Márquez      | Honda        | Rapport |
| 2019  | Circuit des Amériques | Arón Canet         | KTM          | Thomas Lüthi      | Kalex        | Álex Rins         | Suzuki       | Rapport |
| 2018  | Circuit des Amériques | Jorge Martín       | Honda        | Francesco Bagnaia | Kalex        | Marc Márquez      | Honda        | Rapport |
| 2017  | Circuit des Amériques | Romano Fenati      | Honda        | Franco Morbidelli | Kalex        | Marc Márquez      | Honda        | Rapport |
| 2016  | Circuit des Amériques | Romano Fenati      | KTM          | Álex Rins         | Kalex        | Marc Márquez      | Honda        | Rapport |
| 2015  | Circuit des Amériques | Danny Kent         | Honda        | Sam Lowes         | Speed Up     | Marc Márquez      | Honda        | Rapport |
| 2014  | Circuit des Amériques | Jack Miller        | KTM          | Maverick Viñales  | Kalex        | Marc Márquez      | Honda        | Rapport |
| 2013  | Circuit des Amériques | Álex Rins          | KTM          | Nicolás Terol     | Suter        | Marc Márquez      | Honda        | Rapport |

### Par pilotes (vainqueurs multiples)
| Nombre de victoires | Pilotes           | Victoires  | Victoires                                |
| Nombre de victoires | Pilotes           | Catégories | Années de victoires                      |
| ------------------- | ----------------- | ---------- | ---------------------------------------- |
| 7                   | Marc Márquez      | MotoGP     | 2013, 2014, 2015, 2016, 2017, 2018, 2021 |
| 4                   | Álex Rins         | MotoGP     | 2019, 2023                               |
| 4                   | Álex Rins         | Moto2      | 2016                                     |
| 4                   | Álex Rins         | Moto3      | 2013                                     |
| 2                   | Romano Fenati     | Moto3      | 2016, 2017                               |
| 2                   | Maverick Viñales  | MotoGP     | 2024                                     |
| 2                   | Maverick Viñales  | Moto2      | 2014                                     |
| 2                   | Francesco Bagnaia | MotoGP     | 2025                                     |
| 2                   | Francesco Bagnaia | Moto2      | 2018                                     |

### Par constructeurs (vainqueurs multiples)
| Nombre de victoires | Constructeurs | Victoires  | Victoires                                      |
| Nombre de victoires | Constructeurs | Catégories | Années de victoires                            |
| ------------------- | ------------- | ---------- | ---------------------------------------------- |
| 11                  | Honda         | MotoGP     | 2013, 2014, 2015, 2016, 2017, 2018, 2021, 2023 |
| 11                  | Honda         | Moto3      | 2015, 2017, 2018                               |
| 8                   | Kalex         | Moto2      | 2014, 2016, 2017, 2018, 2019, 2021, 2022, 2023 |
| 7                   | KTM           | Moto3      | 2013, 2014, 2016, 2019, 2022, 2023, 2025       |
| 2                   | Boscoscuro    | Moto2      | 2024, 2025                                     |
| 2                   | Ducati        | MotoGP     | 2022, 2025                                     |

## Circuit utilisé

Circuit des Amériques